# Hypatia delecta
Hypatia delecta là một loài bướm đêm thuộc phân họ Arctiinae, họ Erebidae.